# Arc aortic
Arcul aortic (arcul aortei sau arcul transversal al aortei) engleză pronunție: /eɪˈɔrtɪk/   ) este partea aortei cuprinsă între aorta ascendentă și aorta descendentă. Arcul se deplasează înapoi, astfel încât să urmează un traseu în spre stânga traheei.

## Anatomie
La nivel celular, aorta și arcul aortic sunt compuse din trei straturi: tunica intima, care înconjoară lumenul și este compusă din celule epiteliale scuamatouase simple;  tunica media, compus din celule musculare netede și fibre elastice; și, tunica adventitia, compusă din fibre de colagen libere.  Inervat de terminalele nervoase barometrice, arcul aortic este responsabil pentru detectarea modificărilor dilatației pereților vasculari, inducând modificări ale ritmului cardiac pentru a compensa modificările tensiunii arteriale. 
Aorta începe la nivelul marginii superioare a celei de-a doua articulații sternocostale a părții drepte și are un traseu la început în sus, apoi în spate și spre stânga în fața traheei; apoi urmează un traseu înapoi pe partea stângă a traheei și trece în cele din urmă în jos pe partea stângă a corpului la nivelul celei de-a patra vertebre toracice.  În acest moment, arcul aortic se continuă ca aorta descendentă.  :214 
Arcul aortic are trei ramuri. Prima și cea mai mare ramură a arcadei aortei este trunchiul brahiocefalic, care este în dreapta și ușor anterior față de celelalte două ramuri și are originea în spatele manubrului sternului. Apoi, artera carotidă comună stângă provine din arcul aortic în stânga trunchiului brahiocefalic, urcând de-a lungul părții stângi a traheei și prin mediastinul superior. În cele din urmă, artera subclaviculară stângă se desprinde din arcul aortic în stânga arterei carotide comune stângi și urcă, cu artera carotidă comună stângă, prin mediastinul superior și de-a lungul părții stângi a traheei.  :216 O variație anatomică este aceea că artera vertebrală stângă poate apărea din arcul aortic în loc de artera subclaviculară stângă.
Arcul aortei formează două curburi: una cu convexitatea în sus, cealaltă cu convexitatea în față și spre stânga. Marginea sa superioară este de obicei la aproximativ 2,5 cm. sub marginea superioară până la manubrium sternului.  Sângele curge din curbura superioară către regiunile superioare ale corpului, situate deasupra inimii - și anume brațele, gâtul și capul.
Ieșind din inimă, aorta toracică are un diametru maxim de 40 mm la rădăcină. Până când devine aorta ascendentă, diametrul este de <35-38 mm și 30 mm la arcadă. Diametrul aortei descendente nu depășește 25 mm.   
Arcul aortic se află în mediastin.

### Dezvoltare
Arcul aortic este legătura dintre aorta ascendentă și descendentă, iar partea sa centrală este formată din arcul aortic stâng în timpul dezvoltării timpurii. 
Ductus arterios se conectează la partea inferioară a arcului în viața fetală. Acest lucru permite sângelui din ventriculul drept să ocolească în principal vasele pulmonare pe măsură ce acestea se dezvoltă.
Secțiunea finală a arcului aortic este cunoscută sub numele de istmul aortei. Aceasta se numește așa deoarece este o îngustare (istm) a aortei ca urmare a scăderii fluxului sanguin în viața fetală. Pe măsură ce ventriculul stâng al inimii crește în dimensiune pe tot parcursul vieții, îngustarea se dilată în cele din urmă pentru a reveni la dimensiunea normală. Dacă acest lucru nu se întâmplă poate duce la coarctarea aortei.   Canalul arterios se conectează la secțiunea finală a arcului în viața fetală și ligamentul arterios atunci când canalul arterios regresează. 

### Variabilitate
Există trei variații comune în modul în care arterele se ramifică din arcul aortic. La aproximativ 75% dintre indivizi, ramificarea este „normală”, așa cum s-a descris mai sus. La unii indivizi artera carotidă comună stângă provine mai degrabă din artera brahiocefalică decât din arcul aortic. În altele, artera brahiocefalică și artera carotidă comună stângă au aceeași origine.  Această variantă se găsește la aproximativ 20% din populație. Într-o a treia variantă, artera brahiocefalică se împarte în trei artere: artera carotidă comună stângă, artera carotidă comună dreaptă și artera subclaviculară dreaptă; această variantă se găsește la aproximativ 7% dintre indivizi. 

## Semnificația clinică
Butonul aortic este umbra proeminentă a arcului aortic pe o radiografie toracică frontală. 
Aortopexia este o procedură chirurgicală în care arcul aortic este fixat pe stern pentru a menține traheea deschisă.

## Imagini suplimentare

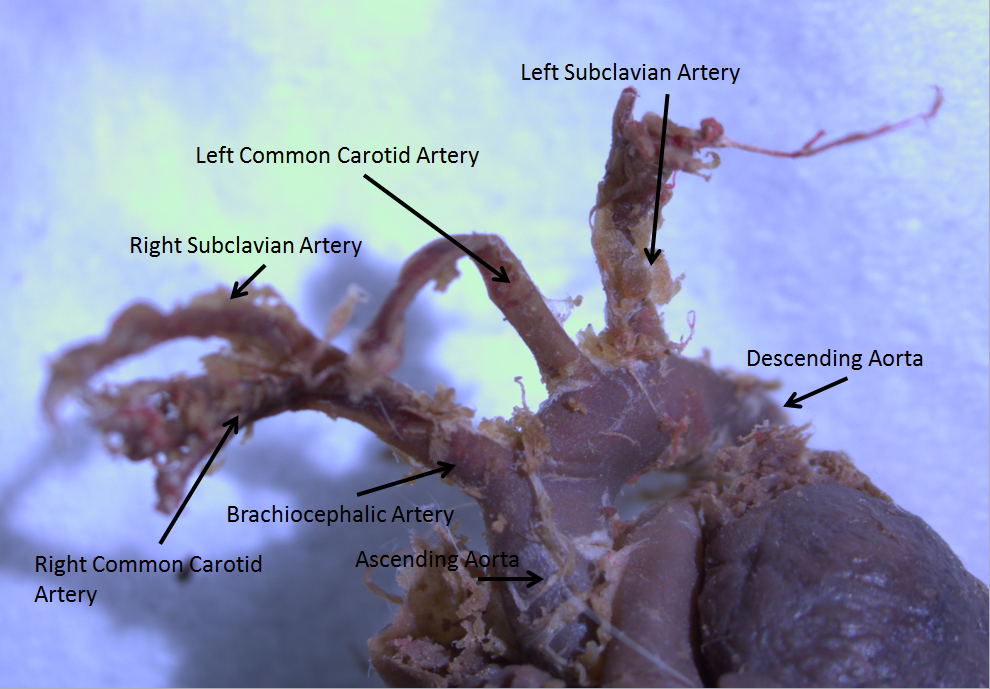
Modelul murin al arcului aortic și ramurilor de aortă din specia Rattus rattus

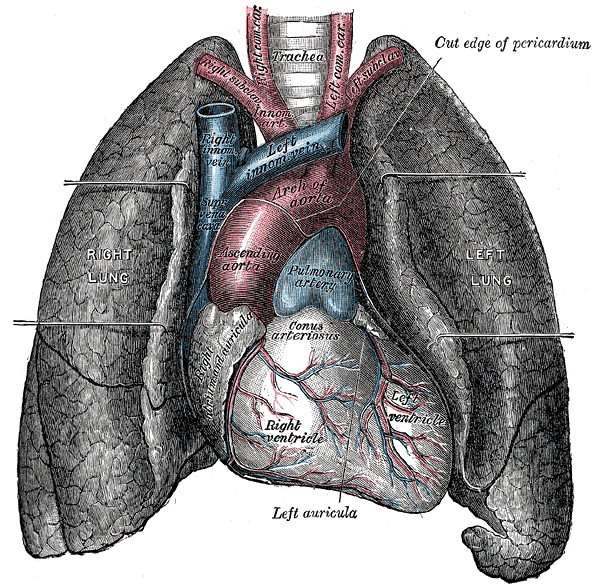
Arcul aortei poate fi văzut aici, cu plămânii de ambele părți și ieșind din inimă, dedesubt.
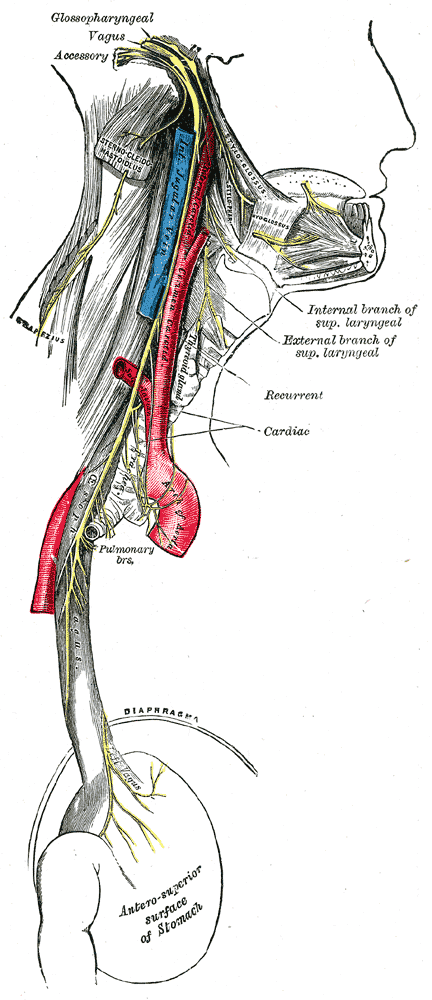
O ramură a nervului vag, nervul laringian recurent⁠(d), trece sub arcul aortei. Aici se vede nervul.